# María Jesús Ruiz Garzón
María Jesús Ruiz Garzón (Andújar, Jaén, 25 de diciembre de 1982) es una modelo, actriz y personalidad televisiva española ganadora del título de Miss España 2004. Representó a España en Miss Universo 2004 y en Reina Hispanoamericana 2007. También ganó la primera edición de Gran Hermano Dúo.

## Biografía

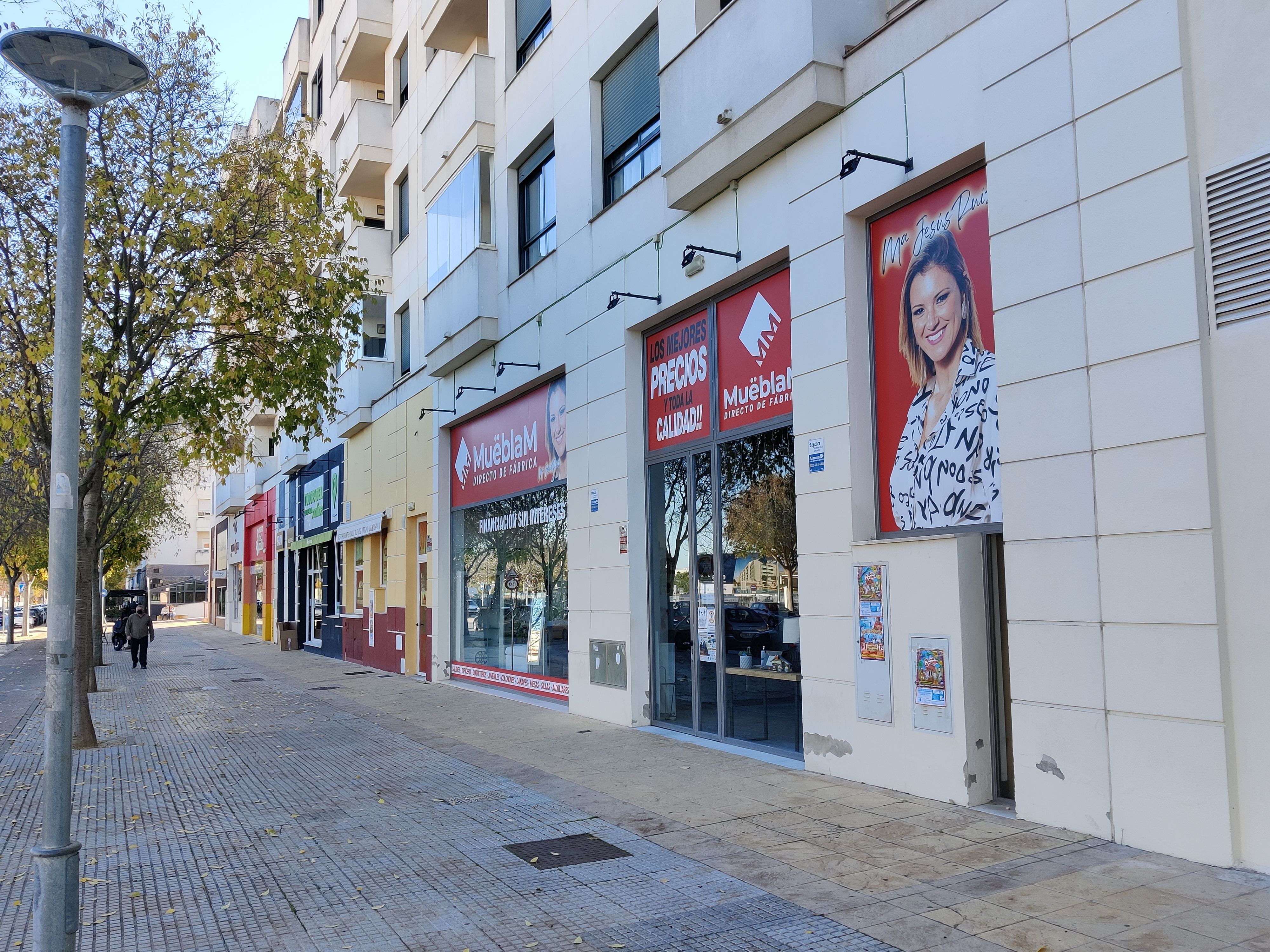
Anuncio

María Jesús nació y creció en Andújar (Jaén) con sus padres Miguel Ruiz, (transportista de profesión) y Juani Garzón y sus dos hermanos Susana y Miguel. Es diplomada en Magisterio por la Universidad de Jaén en la especialidad de Lengua Extranjera Francés y ejerció de profesora de francés en prácticas para alumnos de secundaria hasta el momento en que fue proclamada Miss España, motivo por el cual tuvo que dejar aparte su docencia y sus estudios de Psicopedagogía para dedicarse a sus compromisos como Miss España.
María Jesús ganó el certamen de Miss España en 2004 en el que participaron 52 candidatas de cada provincia española. María Jesús representó a la provincia de Jaén, habiendo sido previamente elegida en el certamen provincial de Jaén y también en un certamen local en Arjonilla. Además de alzarse con el título de Miss España, se le otorgó el premio de Miss Marina d'Or. Tras ganar el título a la edad de 21 años, viajó a Ecuador para representar a España en el certamen de Miss Universo 2004. A pesar de ser de las favoritas, no logró clasificarse entre las 15 finalistas del certamen. Tras su participación en Miss Universo enfocó su carrera hacia la interpretación y la moda.
En el año 2005 comenzó una relación con Daniel Martín (Dani DJ), la pareja se conoció durante su participación en la segunda edición del reality de televisión La Granja de los famosos. Tras la finalización del programa, Daniel y María Jesús continuaron su relación de manera oficial, siendo la pareja un objetivo asiduo para la prensa rosa. La separación de la pareja se produjo en 2009 después de diversas idas y venidas durante años, dicha ruptura no fue exenta de polémica.
En 2006, escribió su primer libro titulado Memorias de una Miss (Arcopress, 2007), donde cuenta sus vivencias desde su participación en Miss Jaén hasta su participación en Miss Universo. En 2007 volvió a las pasarelas, 3 años después de su participación en Miss España, ya que fue seleccionada para ser la representante española en el certamen internacional de Reina Hispanoamericana 2007, donde consiguió el puesto de 2.ª dama de honor, demostrando ser una buena representante de su país en certámenes de belleza.
En 2013, María Jesús decidió abandonar España para desarrollar su carrera como modelo y actriz en Latinoamérica y 
estableció su residencia allí junto con su entonces pareja, el empresario andaluz José María Gil Silgado, 31 años mayor que la modelo y con quien había empezado una relación en 2010. En el año 2015, volvió de nuevo a España para dar a luz a su primera hija, Alba Gil Ruiz, nacida en Andújar el 10 de junio de 2015, después de que su pareja José María Gil Silgado fuera encarcelado en Latinoamérica. Tras seis años de relación, la modelo anunciaba su ruptura con el empresario en 2016, para regresar nuevamente en 2017 junto a él, rompiendo nuevamente y de manera definitiva unos meses. Desde su ruptura en 2016 hasta la actualidad, la expareja se encuentra inmersa en un proceso judicial donde entre otras múltiples causas, se han reclamado la custodia de la hija que tienen en común.
En 2016 y tras su separación de José María Gil Silgado, María Jesús comenzaba una relación con el también empresario Julio Ruz, de 35 años, un antiguo pretendiente y amigo de la modelo desde su juventud. De esta relación, en enero de 2017, anunció el embarazo de su segunda hija, la cual dio a luz en Andújar el 30 de julio de 2017, María Jesús Ruz Ruiz (María Jesús Jr.). Finalmente la modelo anunció la separación de la pareja en septiembre de 2018.

## Trayectoria profesional

### Modelaje
Como modelo, ha sido protagonista de numerosos catálogos como Mioko, Ana Torres, Teleno o Kelme entre otros, además de haber sido protagonista e imagen de numerosos desfiles como Gaudí Novias, Cibeles, SIMOF, Andújar flamenca, así como modelo de pasarela de firmas prestigiosas como Selmark o Venus de Gillette y otros desfiles en numerosas localidades de España y México. En su faceta como empresaria dentro del sector, ha sido diseñadora de su propia línea de moda María Garzón y por otra parte, en 2010 fue directora adjunta de una agencia de modelos de Alicante, antes de su partida a Latinoamérica. Tras su regreso de América, en 2017 ha llevado la delegación de Miss Universo España en 15 provincias españolas, entre ellas, Jaén, y las provincias de Castilla-La Mancha y Castilla y León.

### Cine y televisión
En su faceta como presentadora ha conducido numerosas galas provinciales de Miss y Míster, así como la Gala de la Canción de Murcia. Por otra parte ha colaborado en numerosas ocasiones en programas de televisión de diversas cadenas autonómicas y nacionales, como Canal 9 o Telecinco, siendo ésta la más prolífica.
Como actriz en 2012 María Jesús estudió Interpretación en Central de Cine de Madrid, donde ha trabajado en numerosos cortometrajes. Durante su estancia en Latinoamérica, trabajó como actriz en proyectos cinematográficos de mayor calado.
Además, la modelo también ha participado en diferentes concursos de telerrealidad tanto en Latinoamérica cómo en España, protagonizando momentos interesantes que la han hecho conseguir buenos puestos, cómo ya el citado reality La granja de Antena 3, dónde quedó en séptima posición en el año 2005.
En 2014, con residencia en Panamá participa en extendido talent show, Dancing with the stars de Panamá. La joven modelo fue la quinta eliminada de la competición de baile.
En abril de 2018, ya en España nuevamente, María Jesús entra cómo concursante en  Supervivientes 2018, donde acabó en séptimo puesto. Tras su éxito en el reality, en octubre del mismo año se anuncia como nueva colaboradora de Sálvame.
El 8 de enero de 2019 entra como concursante de Gran Hermano Dúo de la mano de su expareja Julio Ruz y Carolina Sobe. El 11 de abril del mismo año se proclama ganadora del reality, en una final junto a Kiko Rivera, tras recibir el 52% de los votos. Desde ese año logra ser otras de las colaboradoras de Telecinco, colaborando en tertulias y debates de programas como Mujeres y hombres y viceversa, El tiempo del descuento o Supervivientes. Además, en noviembre de 2019 se lanza al mercado musical, publicando su primer sencillo, «Mi Fuego».
En junio de 2020, María Jesús participa junto su madre, Juani Garzón en el nuevo reality veraniego de Telecinco, La casa fuerte, producido por Bulldog Televisión y conducido por Jorge Javier Vázquez y Sonsoles Ónega. Sin embargo, esta vez no tuvo la misma suerte que en su anterior reality, puesto que ella y su madre se convirtieron en la primera pareja expulsada de la edición.

## Filmografía

### Películas y Series
| Año  | Programa            | Cadena             |
| ---- | ------------------- | ------------------ |
| 2014 | Cómplices           | Luis Eduardo Reyes |
| 2014 | Sueños por realizar | Luis Rojas         |

### Programas
| Año              | Programa                              | Cadena    | Notas                   |
| ---------------- | ------------------------------------- | --------- | ----------------------- |
| 2002 - 2006      | Salsa Rosa                            | Telecinco | Invitada                |
| 2004 - 2007      | TNT                                   | Telecinco | Colaboradora            |
| 2006 - 2007      | Sábado Dolce Vita                     | Telecinco | Invitada                |
| 2009 2018 - 2020 | Sálvame                               | Telecinco | Colaboradora            |
| 2010 - 2011      | Enemigos íntimos                      | Telecinco | Invitada                |
| 2017 - 2020      | Sábado Deluxe                         | Telecinco | Invitada y colaboradora |
| 2018             | Viva la vida                          | Telecinco | Invitada                |
| 2019             | Gran Hermano Dúo                      | Telecinco | Ganadora                |
| 2019 - 2020      | Mujeres y hombres y viceversa         | Cuatro    | Opinionista             |
| 2020             | El tiempo del descuento               | Telecinco | Colaboradora del Debate |
| 2020             | Supervivientes                        | Telecinco | Colaboradora del Debate |
| 2020             | La última cena                        | Telecinco | Invitada                |
| 2020             | La casa fuerte (2.ª edición)          | Telecinco | Colaboradora            |
| 2021             | Secret Story: La casa de los secretos | Telecinco | Colaboradora del Debate |
| 2024-presente    | ¡De viernes!                          | Telecinco | Colaboradora            |

### Concursos / Reality shows
| Año  | Programa                             | Cadena    | Notas       | Posición final  |
| ---- | ------------------------------------ | --------- | ----------- | --------------- |
| 2005 | La granja                            | Antena 3  | Concursante | 8.ª eliminada   |
| 2014 | Dancing with the Stars               | TVN       | Concursante | 5.ª eliminada   |
| 2018 | Supervivientes                       | Telecinco | Concursante | 8.ª eliminada   |
| 2019 | Gran Hermano Dúo                     | Telecinco | Concursante | Ganadora        |
| 2020 | La casa fuerte                       | Telecinco | Concursante | 1.ª eliminada   |
| 2021 | Ven a cenar conmigo: Gourmet edition | Telecinco | Concursante | 2.ª clasificada |

## Sucesión en Miss España
| Predecesor: Mª Carmen Muñoz-Torrero | Miss Jaén 2003 | Sucesor: Lourdes Fernández Romero |

| Predecesor: Eva González | Miss España 2004 | Sucesor: Verónica Hidalgo |